# القشعة (السبرة)

تعديل مصدري - تعديل

القشعة محلة تابعة لقرية رباط البرير، التابعة لعزلة زبيد بمديرية السبرة إحدى مديريات محافظة إب في الجمهورية اليمنية.، بلغ تعداد سكانها 106 حسب تعداد اليمن لعام 2004.